# Reverse address resolution protocol
Reverse address resolution protocol (Reverse ARP, of kortweg RARP) is een protocol waarmee men in een computernetwerk waar het internetprotocol wordt gebruikt op basis van het MAC-adres het IP-adres van een netwerk-interface kan achterhalen. RARP is het tegenovergestelde van ARP.